# De gravin van Chinchón
De gravin van Chinchón (Spaans: La condesa de Chinchón) is een schilderij uit 1800 van Francisco Goya. Het is een van de mooiste portretten van deze Spaanse schilder. In 2000 kreeg het werk een plaats binnen de collectie van het Museo del Prado in Madrid.

## María Teresa de Borbón y Vallabriga
María Teresa de Borbón y Vallabriga (1780 - 1828) was de dochter van de jongste zoon van Filips V van Spanje, Luis Antonio de Borbón y Farnesio. Deze voerde de titel graaf van Chinchón, die na zijn overleden overging op zijn oudste zoon en vervolgens op María Teresa. Na een huwelijk onder zijn stand had Luis de Borbón zich teruggetrokken in Velada (Toledo) waar hij kunstenaars als Boccherini en Goya ontving. De schilder kende María Teresa daardoor al van jongs af aan en schilderde meermalen haar portret.
María Teresa zelf sloot in 1797 een zeer voordelig huwelijk met Manuel Godoy y Álvarez de Faria, ook wel bekend als de vredesprins, de machtige eerste minister onder Karel IV. Deze verbintenis was gearrangeerd door  koningin Maria Louisa; bruid en bruidegom hadden elkaar voor de bruiloft nog nooit ontmoet. Op het schilderij is María Teresa zwanger van het enige kind dat uit het huwelijk voortkwam, Carlota.

## Voorstelling
Het portret van de gravin van Chinchón is vooral zo bijzonder door Goya's realisme en psychologisch inzicht. Hij weet het karakter van de gravin, dat hij goed kende, trefzeker en met een zekere tederheid op het doek vast te leggen. De gravin kijkt met een flauw glimlachje opzij en vermijdt daarmee oogcontact met de toeschouwer. Haar timide aard wordt nog onderstreept door haar handen die zij voorzichtig in haar schoot houdt. Aan een vinger prijkt een grote ring met een miniatuur, waarschijnlijk van haar echtgenoot. De notoire ontrouw van de vredesprins zal ongetwijfeld hebben bijgedragen aan haar onzekerheid.
María Teresa gaat gekleed in een witte jurk met bloemetjes naar de laatste Franse mode. De hoge taille maakt haar zwangerschap duidelijk zichtbaar. Aan het zijden hoofddeksel dat haar rosse krullen bedekt, zijn korenaren bevestigd, een symbool van vruchtbaarheid. Goya, die zich rond 1800 op het toppunt van zijn technische kunnen bevond, heeft de doorzichtige stof van de jurk zo zorgvuldig weergegeven dat de beige achtergrond er nog doorheen schijnt.

## Herkomst
Tot het jaar 2000 bleef het schilderij in bezit van de hertogen van Sueca, de directe afstammelingen van María Teresa. Zij verkochten het schilderij voor 24 miljoen euro aan de Spaanse overheid.

## Afbeeldingen

María Teresa de Borbón y Vallabriga (1783)